# NGC 413
NGC 413 (другие обозначения — MCG −1-4-13, PGC 4347) — спиральная галактика (Sc) в созвездии Кит к югу от эклиптики. По оценкам, расстояние до неё составляет 263 миллиона световых лет от Млечного пути и она имеет средний диаметр около 90 000 световых лет.

## Описание

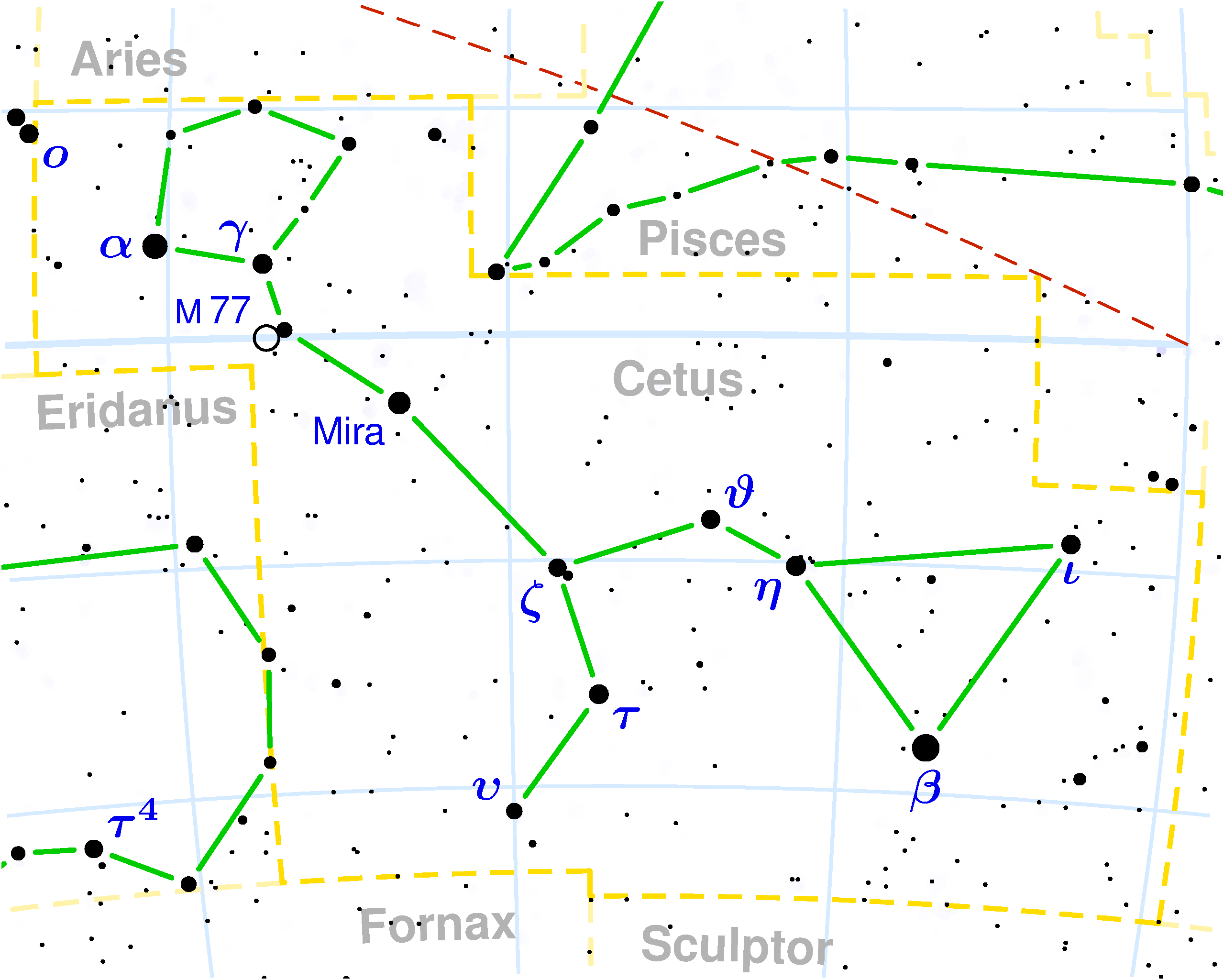

Согласно морфологической классификации галактик, NGC 413 относится к типу Sc Фотографическая звёздная величина составляет 14,9, видимое свечение невооружённым глазом — 14,1, максимальная яркость — 14,8, в то время как поверхностная яркость — 13,7 mag/arcmin2. NGC 413 имеет видимый угловой размер 1,2" x 0,7".
Объект эпохи эпохи 2000.0; имеет прямое восхождение, то есть угол между эклиптикой и небесным экватором с вершиной в точке равноденствия составляет 1 ч 12 м 31,3 с, а наклон, то есть высота дуги под этим углом, — 2° 47' 36". Угол положения объекта составляет 151°.
Класс яркости NGC 413 равен III. Галактика имеет широкую линию HI.
Джон Дрейер описал объект как «чрезвычайно тусклый, довольно маленький, немного вытянутый».
У галактики предполагается наличие спутника — PGC 1081477.
Этот астрономический объект входит в число перечисленных в оригинальной редакции «Нового общего каталога». Он имеет склонение −02°47’36" и прямой подъём на 1 час, 12 минут и 31,3 секунды. Максимальный диаметр составляет 1,20 (93 тысяч с. л.), а наименьший 0,7 угловых минут (54 тысячи с. л.).

## Обнаружение
Объект NGC 413 был открыт в 1886 году американским астрономом Фрэнком Ливенвортом. Он был обнаружен с помощью телескопа линзного типа диаметром 66,04 см (26 дюймов).
Исследование NGC 413 было проведено несколькими исследователями и поэтому включено в другие известные каталоги в соответствии с различными критериями разделения. Таким образом, в Каталоге наиболее важных галактик (PGC) объект обозначен под номером 4347. В Атласе звёздного неба эпохи 2000.0, Уранометрия 2000.0, объект принадлежит группе, обозначенной под номером 217; в то время как в Каталоге первичных звёзд (GSC) он сгруппирован под номером 4681. Объект также отмечен в фотографических исследованиях, проведённых Паломарской обсерваторией в 1958 году, где он упоминается в группе под номером 1272.

## Ближайшие объекты NGC / IC
Этот список содержит десять ближайших объектов NGC/IC на основании евклидова расстояния.
| Имя     | Расстояние от NGC 413 (угловые минуты)[c] | Прямое восхождение (J2000) | Склонение (J2000) | Тип                                       |
| ------- | ----------------------------------------- | -------------------------- | ----------------- | ----------------------------------------- |
| IC 81   | 1,35                                      | 1ч 9м 22,4с                | −1° 41′ 42″       | Галактика (Sbc)                           |
| NGC 448 | 1,36                                      | 1ч 15м 16,5с               | −1° 37′ 31″       | Эллиптическая галактика (E-S0)            |
| NGC 442 | 1,85                                      | 1ч 14м 38,6с               | −1° 1′ 14″        | Спиральная галактика (S0-a)               |
| IC 76   | 2,07                                      | 1ч 8м 11,6с                | −4° 33′ 16″       | Спиральная галактика (S?)                 |
| NGC 450 | 2,07                                      | 1ч 15м 30,4с               | −0° 51′ 41″       | Спиральная галактика с перемычкой (SBc)   |
| IC 1639 | 2,14                                      | 1ч 11м 46,5с               | −0° 39′ 50″       | Пекулярная галактика (P)                  |
| IC 1640 | 2,17                                      | 1ч 11м 51,2с               | −0° 37′ 50″       | Ультракомпактная карликовая галактика (C) |
| IC 85   | 2,35                                      | 1ч 11м 49,5с               | −0° 27′ 9″        | нет (NF)                                  |
| IC 1643 | 2,39                                      | 1ч 12м 8,5с                | −0° 24′ 35″       | Спиральная галактика (S)                  |
| NGC 429 | 2,45                                      | 1ч 12м 57,4с               | −0° 20′ 42″       | Спиральная галактика (S0)                 |